# Criorhina coquilletti
Criorhina coquilletti är en tvåvingeart som beskrevs av Samuel Wendell Williston  1892. Criorhina coquilletti ingår i släktet pälsblomflugor, och familjen blomflugor. Inga underarter finns listade i Catalogue of Life.